# Roesia de Verdun
Roesia de Verdun, född 1204, död 1247, var normandisk-irländsk arvtagare och godsägare. Hon har kallats för en av de mäktigaste kvinnorna på Irland under 1200-talet. 
Hon var dotter till normanden Nicholas de Verdun i Alton, Staffordshire, och Clementia le Boteler, arvtagerska av Stoke Farthing och Wilsford. Som sina föräldrars enda överlevande barn var hon arvtagare till både sin mors och fars gods. 
Hennes äktenskap arrangerades av kung Henrik III av England. Hon gifte sig 4 september 1225 med normanden Theobald le Botiller. Paret fick fem barn. Eftersom hon var hans andra hustru, saknade barnen arvsrätt efter sin far, men de hade arvsrätt efter sin mor och fick enligt överenskommelse hennes efternamn och inte sin fars. 
År 1230 avled hennes make i Poitou. Hennes far avled efter hennes make, och hon blev därmed tekniskt sett själv arvtagare av sin fars gods i England och Irland. Vid denna tid var arvet av feodala egendomar en komplicerad fråga eftersom de hade feodala rättigheter knutna till dem som gjorde godsägaren till en länsherre som måste få monarkens bekräftelse. En kvinnlig arvtagare brukade ofta tvingas gifta sig för att göra sin make till länsherre istället för att själv överta sitt gods. Roesia de Verdun ansökte dock om att få slippa gifta sig och istället få överta sin egendom själv som femme sole, och kungen biföll hennes ansökan och gav i april 1233 order till Maurice FitzGerald att överlämna hennes gods till henne. 
I England och Irland var en kvinnlig länsherre en ovanlig sak som väckte uppseende. Roesia de Verdun lät 1236 uppföra slottet Castleroche nordväst om Dundalk i östra Irland för att försvara sina gods på Irland, som låg i gränsområdet mellan engelska Irland och iriska Irland. Hon fick rykte om sig att vara en stark och modig feodalherre, men blev också känd för sin fromhet. Hon grundade 1239 klostret Grace Dieu Priory i Leicestershire i England. Roesia de Verdun omtalas på Irland för att ha varit en tapper krigare som red i strid klädd i rustning mot sina iriska fiender, klanen O'Hanlon. Trots att hon hade utverkat löfte av kungen att slippa gifta sig, utsattes hon dock för en hård press att gifta sig, och 1242 valde hon att dra sig tillbaka till det kloster hon grundat. Hon överlämnade sina gods till sin son, men behöll tekniskt ägorätten till dem till sin död i klostret 1247. 